# Trap (muziekstijl)
Trap is een subgenre van hiphopmuziek dat ontstond in de late jaren 1990 in het zuiden van de Verenigde Staten. In de southern hiphop werd sinds die tijd trap-achtige beats gemaakt, en daar werd op gerapt. Deze muziekstijl wordt getypeerd door zijn 808 bass, hihats en synthesizers. Trap onderscheidt zich met name door zijn lange, diepe basstonen.
Sinds 2012 heeft deze muziekstijl een enorme stimulans gekregen qua bekendheid. Veel producers van elektronische muziek en dj's ontdekten de muziekstijl en gingen het verwerken in hun eigen muziek.

## Geschiedenis

### Jaren 1990 en 2000
De term trap was oorspronkelijk straattaal voor een plek waar in drugs werd gehandeld (the trap). Zo werden in deze periode rappers die voornamelijk over drugs en dealen rapten trap rappers genoemd.
Het rapduo UGK en de rapgroep Three 6 Mafia worden over het algemeen als eerste trapartiesten gezien. Hun teksten gingen voornamelijk over the trap, dealen en het streven naar succes. Echter werd dit later niet gezien als echte trap. Rappers zoals T.I., Gucci Mane en Young Jeezy creëerden daadwerkelijke trap en gaven het genre meer bekendheid. Hieruit ontstond ook populariteit voor trap-producers.

### Jaren 2010
Rond 2010 werd Trap een muziekstijl. Lex Luger (Lexus Arnel Lewis), een bekende trapproducer, produceerde op zijn hoogtepunt 260 liedjes tussen 2010 en 2011. Hij produceerde een aantal bekende rapliedjes, waaronder Blowin' Money Fast (B.M.F.) van Rick Ross, H•A•M  van Kanye West en Jay-Z en Hard In Da Paint van Waka Flocka Flame. Veel producers begonnen hierna zijn stijl over te nemen.
Ook onder popartiesten werd trap bekend. Onder andere Lady Gaga en Katy Perry (samen met rapper Juicy J) combineerden in 2013 pop met trap. 